# (35282) 1996 SC7
1996 SC7 (asteroide 35282) é um asteroide da cintura principal. Possui uma excentricidade de 0.18422070 e uma inclinação de 12.86466º.
Este asteroide foi descoberto no dia 21 de setembro de 1996 por Beijing Schmidt CCD Asteroid Program em Xinglong.